# Amit Quluzadə
Amit Quluzadə (ur. 20 listopada 1992) – azerski piłkarz grający na pozycji pomocnika. Wychowanek azerskiego klubu Neftçi PFK, od 2014 piłkarz drużyny Atlético CP. W reprezentacji Azerbejdżanu zadebiutował w 2009 roku. Do 1 listopada 2013 roku rozegrał w niej 3 mecze.